# Quaiapen
Quaiapen († 2. Juli 1676) war Sachem („Häuptling“) der östlichen Niantic.
Ihre Eltern sind unbekannt, jedoch scheint ihre Mutter eine Schwester des Sachems der Narraganset Canonicus gewesen zu sein und ihr Bruder war Ninigret der Sachem der Niantic. Wie zu dieser Zeit üblich, war sie unter einer Vielzahl von Namen bekannt, darunter Matantuck und Magnus. Zudem wurde sie auch The Sunk Squaw und Die alte Königin genannt. Letzterer Name rührt daher, dass sie die Frau von Mriksah wurde, dem Sachem der Narraganset. Mit diesem Namen wird auch ein Fort in der Nähe ihres Wirkens bezeichnet.
Sie starb zusammen mit 171 Getreuen bei einem Kampf gegen die Engländer in einem Sumpf in der Nähe von Nipsachuck. Zusammen mit Mriksah, der ihr Vetter gewesen sein dürfte, hatte sie die Kinder Scuttop, Quequaquenuit und Quinimiquet. Sie gilt als bekannteste der weiblichen Häuptlinge der Narraganset.